# Unités de volontaires étrangers au service de la France
 (janvier 2015).
 (juillet 2014).
Si vous disposez d'ouvrages ou d'articles de référence ou si vous connaissez des sites web de qualité traitant du thème abordé ici, merci de compléter l'article en donnant les références utiles à sa vérifiabilité et en les liant à la section « Notes et références ».
Les unités de volontaires étrangers au service de la France sont des unités militaires à recrutement exogène ayant servi la France.

## Origines
À diverses époques de l'Histoire militaire de la France, des volontaires étrangers se retrouvèrent à servir dans les rangs de ses armées, soit par le biais du mercenariat, « volontariat contractuel et salarié » - comme ce fut particulièrement le cas pour les Suisses, soit par engagement personnel francophile - comme ce le fut pour les ressortissants américains de l'escadrille Lafayette au cours de la Première Guerre mondiale - ou pour des raisons politiques .

### Mercenaires
Depuis le Moyen Âge, les souverains français ont appelé à leur service des mercenaires originaires de diverses nations voisines pour former des unités qui étaient souvent parmi les meilleures de leurs armées. Sous l'Ancien Régime, les armées du royaume de France comptèrent dans leurs rangs de nombreuses troupes recrutées à l'étranger.

### Volontaires
Les premiers « réfugiés politiques » à se mettre au service armé de la France furent les Jacobites irlandais. En 1688, le roi Jacques II d'Angleterre et d'Irlande et VII d'Écosse (1633-1701) fut détrôné par un coup d’État, appelé par les historiens Glorieuse Révolution, mené par une armée hollandaise de 25 000 hommes, dont plus de 7 000 huguenots français. Le roi est chassé et une bonne partie de ses partisans, les jacobites, se réfugie en France, se regroupant autour de la cour jacobite de Saint-Germain en Laye. Les historiens évaluent à 40 000 le nombre de réfugiés jacobites en France, qui ont émigré après la Glorieuse Révolution, dont environ 60 % étaient irlandais, 34 % anglais et 6 % écossais. Parmi eux, 40 % étaient de familles aristocratiques, dont un grand nombre d'officiers de l'armée du roi

### Conscrits
La conscription, obligation légale d'effectuer un temps de service dans les forces armées et qui ne constitue donc pas une forme de volontariat, fut également pour la France un moyen d'intégrer des soldats étrangers dans les rangs de son armée, en particulier sous la Première République, le Consulat et la Premier Empire.

## Ancien Régime (XVII-XVIIIes siècles)

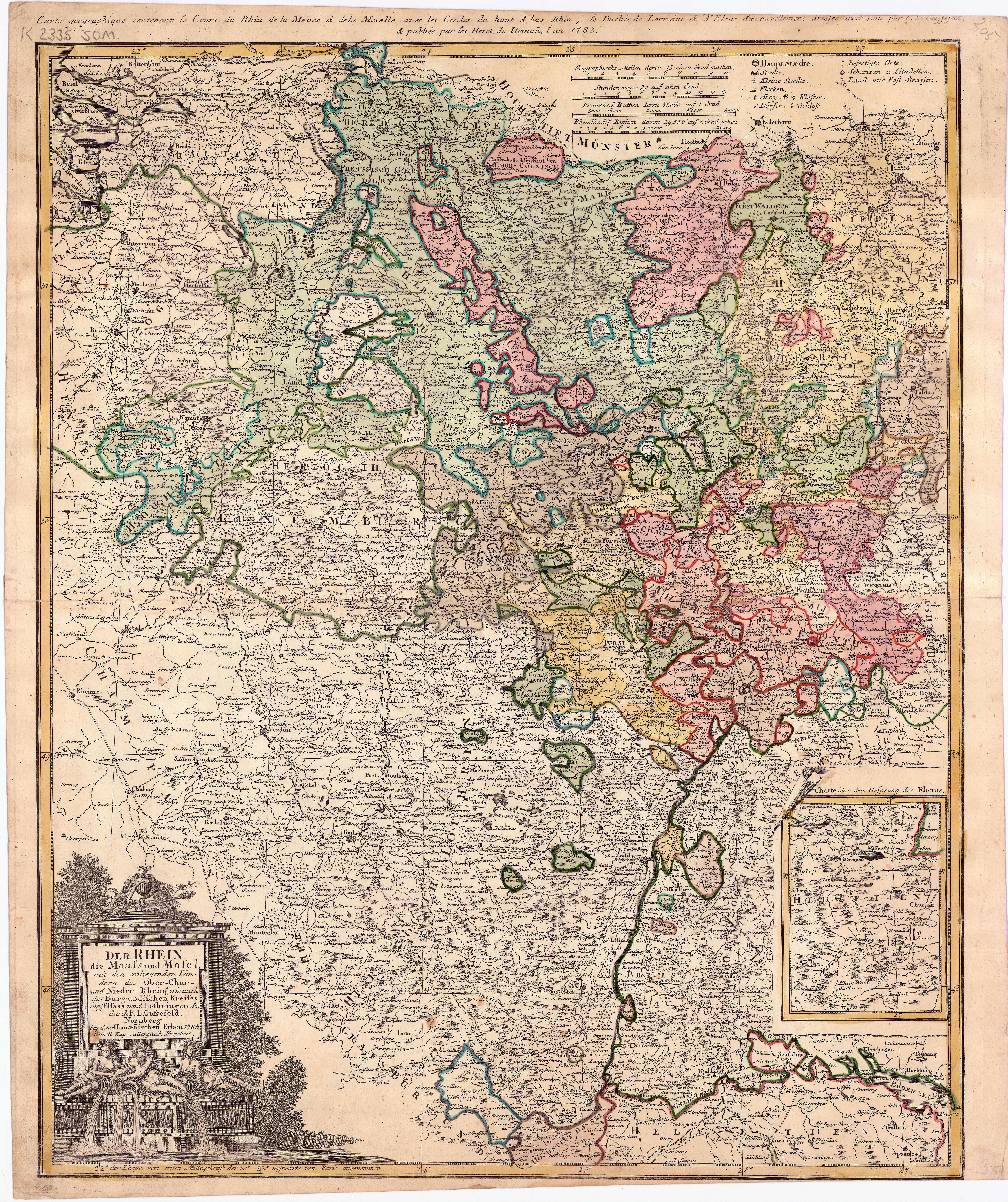

### Autres unités
Aux côtés des unités faisant partie de la Maison militaire du Roi et des régiments « réglés » de l'armée de ligne, de nombreux volontaires étrangers servirent au sein d'unités aux effectifs et aux titres variables et présentant fréquemment une structure « interarmes » en mêlant infanterie et cavalerie, voire artillerie.

## République et Premier Empire

### République
Après la « restauration autrichienne » qui, fin 1790, marque la fin des éphémères États belgiques unis nés de la révolution brabançonne, de nombreux révolutionnaires belges s'enfuirent en France : Jean-François Vonck, l'un des meneurs, s'installe à Lille, Édouard de Walckiers et ses partisans forment à Paris une légion destinée à relancer la révolution. Il en sera de même pour les insurgés venus de la Principauté de Liège après la révolution liégeoise et la reprise de la ville par l'armée autrichienne le 12 janvier 1791. Acquis aux idéaux révolutionnaires, ces Belges serviront ainsi dans les armées de la République.
Les Pays-Bas autrichiens furent finalement occupés après la seconde annexion française des États de Belgique en 1794. Conformément au décret relatif aux pays réunis à la République française du 13 avril 1793, la Convention nationale française décrète le 9 vendémiaire an IV (1er octobre 1795) la réunion de la Belgique et du pays de Liège à la France. Ces territoires sont réorganisées en neuf départements correspondant à peu près aux anciens États des Pays-Bas autrichiens tandis que le sud de l'Entre-Sambre-et-Meuse est attaché au département des Ardennes (décret du 14 fructidor an III 31 août 1795), les lois militaires françaises concernant la conscription y étant dès lors d'application jusqu'en 1814, année qui voit la première abdication de Napoléon Ier.

### Premier Empire

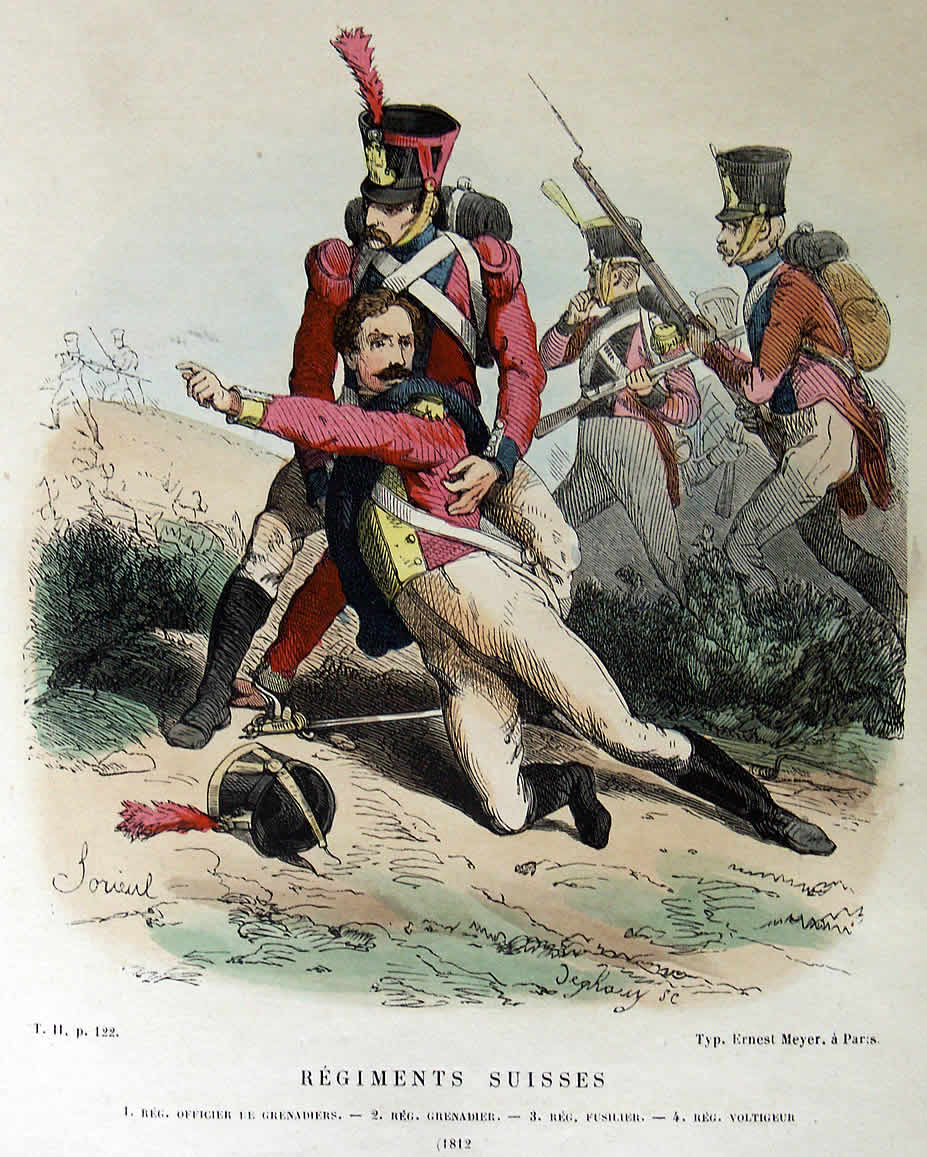

Aux côtés des conscrits levés au sein de ces départements fraîchement conquis par la Révolution, de nombreux volontaires originaires des contrées qui formeront la future Belgique en 1830 s'engageront dans la Grande Armée.
Régiments suisses
Régiments étrangers
Varia
Des volontaires venus d'horizons géographiques aussi distants de la France que l'Irlande ou l'Égypte ottomane serviront au sein des unités suivantes : Mamelouks de la Garde impériale, Légion irlandaise (qui deviendra le 3e régiment étranger en 1811), Tartares lituaniens de la Garde impériale.
En 1813, lorsque Napoléon décida la création du corps des Gardes d'honneur, constitué de quatre régiments de cavalerie légère destinés à renforcer la Garde impériale et recrutés sur base volontaire, Belges, Hollandais et Italiens constituèrent 25 % des effectifs des 1er et 2e régiments.

### Volontaires garibaldiens pendant la Guerre franco-prussienne (1870-1871)

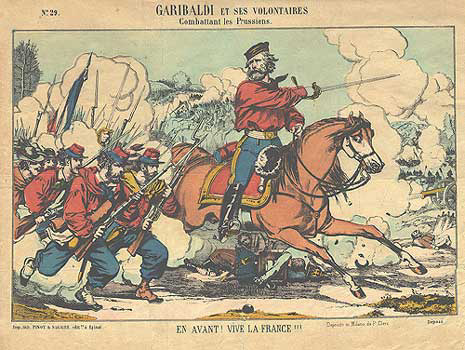

## XXesiècle

### Première Guerre mondiale
Volontaires américains

### Seconde Guerre mondiale

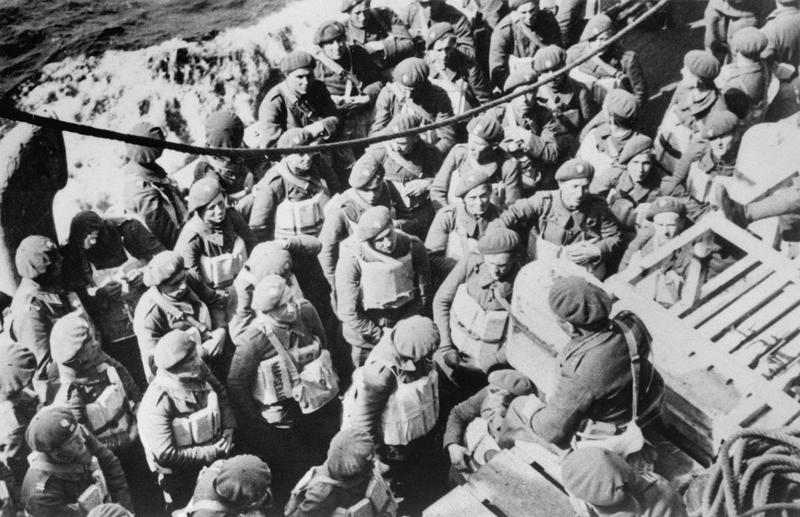

Républicains espagnols
Volontaires polonais de l'Armée de terre et de l'Armée de l'air
Étrangers dans la Résistance française

### Guerres coloniales

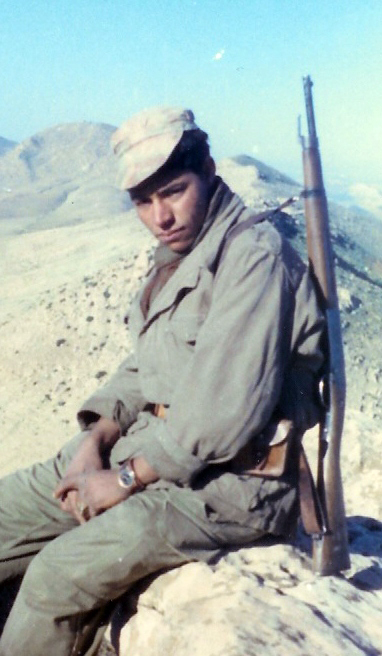

Harkis de la Guerre d'Algérie

## Légion étrangère
La Légion étrangère a accueilli dans ses rangs des hommes guidés par de tels idéaux. Mais ce sont là des initiatives individuelles, et la Légion a probablement accueilli plus de criminels et d'apatrides que d'idéalistes, et de plus est formée à l’initiative du gouvernement français.

## Volontaires étrangers des services de santé en temps de guerre

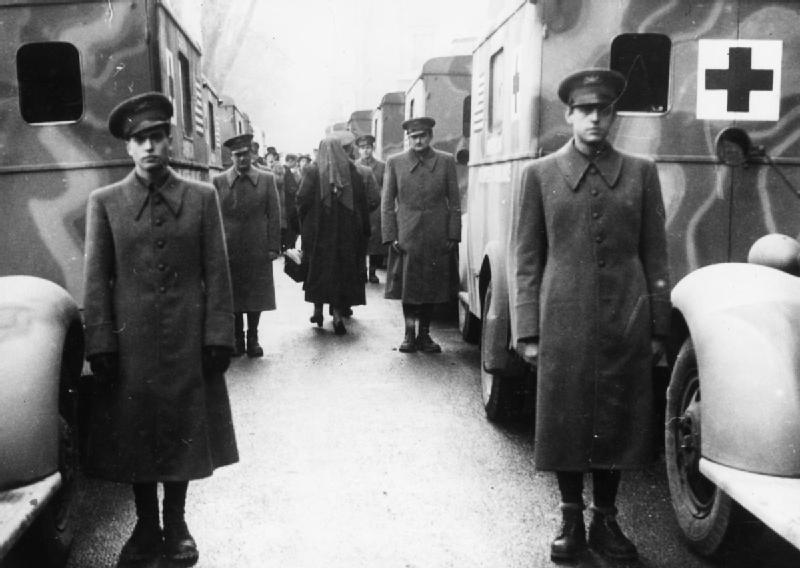